# Pito Pérez se va de bracero
Pito Pérez se va de bracero es una película mexicana de 1948 que fue dirigida por Alfonso Patiño Gómez y protagonizada por Manuel Medel, es una secuela sobre el personaje de la novela La vida inútil de Pito Pérez de José Rubén Romero.

## Argumento
Pito Pérez nuevamente ha terminado en una cárcel de México, esta vez por haber insultado a un policía. Un juez le otorga la libertad con la condición de que apoye a un diputado local, sin embargo, junto con otros presidiarios, decide irse a los Estados Unidos.
Sus encuentros con los chicanos no son del todo afortunados. En California, trabaja como peón agrícola, lavaplatos y ferrocarrilero, posteriormente se dedica al tráfico ilegal de trabajadores mexicanos. Conoce a una mujer, la cual lo ayuda cuando es capturado por la policía. La película finaliza cuando Pito Pérez es deportado a México y jura no regresar a Estados Unidos.

## Reparto
Los papeles principales fueron interpretados por Manuel Medel, Julio Ahuet y Jorge Arriaga, quienes compartieron créditos con Guillermo Calles, René Cardona, Clifford Carr, Arturo Castro, Julián de Meriche , Rafael Icardo, Edmundo Espino y  Joan Page entre otros. 

## Datos técnicos
El guion fue una coautoría de Alfonso Paitño Gómez y Leopoldo Baeza y Aceves. La música estuvo a cargo de Rosalío Ramírez y Federico Ruiz. La fotografía fue realizada por Ezequiel Carrasco. La edición de la productora Clasa Films Mundiales tuvo una duración de 109 minutos.

## Crítica
A pesar de que los productores pensaron que el personaje de la novela de José Rubén Romero —quien ya se había convertido en un icono popular— podría ser usado en el contexto de la creciente inmigración mexicana a los Estados Unidos, no se le considera una película creativa pues la sátira contra la sociedad estadounidense y la vida de los chicanos no fue del gusto del público.